# Гусейнов, Сулейман Салман оглы
Сулейман Салман оглы Гусейнов (азерб. Süleyman Salman oğlu Hüseynov, 1912, Кедабек — 1973, там же) — азербайджанский советский зоотехник, директор Кедабекского государственного племенного рассадника мериносовых овец Азербайджанской ССР, лауреат Сталинской премии 1947 года. 
Являлся также партийным и политическим деятелем республики, был Первым секретарём Кедабекского райкома Компартии Азербайджана (1954—1962). Избирался депутатом Верховного Совета Азербайджанской ССР III, IV и V созывов. Участник Великой Отечественной войны.

## Биография
Родился 22 марта 1912 года в селе Кедабек Елизаветпольского уезда Елизаветпольской губернии. С 1940 года был членом ВКП(б) .
Гусейнов с 25 июня 1941 года был участником Великой Отечественной войны. Служил в 83-м запасном стрелковом полку 28-й запасной стрелковой бригады и в 833-м стрелковом полку 402-й стрелковой дивизии. Имел звание старшего лейтенанта. По окончании войны был награждён медалью «За победу над Германией в Великой Отечественной войне 1941-1945 гг.». Член ВКП(б) с 1940 года.
После войны Гусейнов окончил АзСХИ имени С. Агамалыоглы. С 1938 по 1973 год Сулейман Гусейнов занимал должность директора Кедабекского государственного племенного рассадника мериносовых овец Азербайджанской ССР. 
Сулейман Гусейнов участвовал в выведении новой высокопродуктивной породы мериносовых овец «Азербайджанский горный меринос». За эту работу в 1947 году он был удостоен Сталинской премии.
В 1954 — 1962 годах Гусейнов был первым секретарём Кедабекского райкома Коммунстической партии Азербайджана. Также он был депутатом Верховного Совета Азербайджанской ССР 3—5 созывов. Был представителем 21-го и 22-го Съездов Коммунстической партии Азербайджана.
Скончался Сулейман Гусейнов 21 апреля 1973 года в своём родном посёлке Кедабек.

## Признание
- орден Ленина
- медали[1].
- Сталинская премия третьей степени (1947) — за выведение новой высокопродуктивной породы мериносовых овец «Азербайджанский горный меринос»